# Holowyn
Holowyn (ukrainisch Головин; russisch Головин Golowin, polnisch Hołowin) ist ein Dorf in der Westukraine mit etwa 870 Einwohnern.
Die Ortschaft liegt etwa 31 Kilometer nördlich der Oblasthauptstadt Riwne an der Autobahn M 06 nach Schytomyr.

## Geschichte
Der Ort wird 1502 zum ersten Mal schriftlich erwähnt und gehörte dann bis 1793 in der Woiwodschaft Wolhynien zur Adelsrepublik Polen-Litauen. Mit den Teilungen Polens fiel der Ort an das spätere Russische Reich und lag bis zum Ende des Ersten Weltkriegs im Gouvernement Wolhynien.
Nach dem Ersten Weltkrieg kam der Ort unter dem Namen Hołowin zu Polen (in die Woiwodschaft Wolhynien, Powiat Kostopol, Gmina Kostopol), im Zweiten Weltkrieg wurde er zwischen 1939 und 1941 von der Sowjetunion besetzt. Nach dem Überfall auf die Sowjetunion im Juni 1941 wurde er dann bis 1944 von Deutschland besetzt, dies gliederte den Ort in das Reichskommissariat Ukraine in den Generalbezirk Brest-Litowsk/Wolhynien-Podolien, Kreisgebiet Kostopol.
Nach dem Krieg wurde der Ort der Sowjetunion zugeschlagen. Dort kam das Dorf zur Ukrainischen SSR und seit 1991 ist sie ein Teil der heutigen Ukraine.

## Verwaltungsgliederung
Am 12. Juni 2020 wurde das Dorf zum Zentrum der neugegründeten Landgemeinde Holowyn (Головинська сільська громада Holowynska silska hromada). Zu dieser zählen noch die 10 in der untenstehenden Tabelle aufgelistetenen Dörfer, bis dahin bildete es zusammen mit den Dörfern Basaltowe, Berestowez, Iwanytschi und Sadky die Landratsgemeinde Holowyn (Головинська сільська рада/Holowynska silska rada) im Zentrum des Rajons Kostopil.
Am 17. Juli 2020 wurde der Ort ein Teil des Rajons Riwne.
Folgende Orte sind neben dem Hauptort Holowyn Teil der Gemeinde:
| Name                     | Name        | Name                      | Name          | Name |
| ukrainisch transkribiert | ukrainisch  | russisch                  | polnisch      |      |
| ------------------------ | ----------- | ------------------------- | ------------- | ---- |
| Basaltowe                | Базальтове  | Базальтовое (Basaltowoje) | Janowa Dolina |      |
| Berestowez               | Берестовець | Берестовец                | Berestowiec   |      |
| Iwanytschi               | Іваничі     | Иваничи (Iwanitschi)      | Jankiewicze   |      |
| Kortschyn                | Корчин      | Корчин (Kortschin)        | Korczyn       |      |
| Peretoky                 | Перетоки    | Перетоки (Peretoki)       | Peretoki      |      |
| Sadky                    | Садки       | Садки (Sadki)             | Kurhany       |      |
| Slasne                   | Злазне      | Злазне                    | Złazno        |      |
| Stawok                   | Ставок      | Ставок                    | Stawek        |      |
| Swisdiwka                | Звіздівка   | Звездовка (Swesdowka)     | Zwizdże       |      |
| Tschudwy                 | Чудви       | Чудвы                     | Czudwy        |      |
| Wyhin                    | Вигін       | Выгон (Wygon)             | -             |      |